# Anna Stecksén
Anna Magdalena Stecksén, née le 27 mai 1870 à Stockholm et décédée le 15 octobre 1904 à Södertälje, était une scientifique et pathologiste suédoise.

## Biographie
Petite-fille de Jonas Stecksén (sv) et fille du Major-général Johan Olof Billdau Stecksén (sv), Anna Stecksén obtient sa licence à l'Université d'Uppsala en 1890 puis étudie à l'Institut Karolinska. Elle se spécialise en pathologie et étudie à Tübingen en Allemagne et à Paris en 1898 et 1899. Elle devient docteur en médecine en 1900, avec une thèse étudiant le rôle de Saccharomyces cerevisiae dans l'apparition du cancer, une théorie répandue à l'époque. Bien que son étude ne puisse pas conclure sur le rôle de la levure, elle parvient à lever des fonds pour pousser ses recherches.
Elle meurt d'une infection causée par ses études en laboratoire.